# Sint-Bavokerk (Kanegem)
De Sint-Bavokerk is de parochiekerk van Kanegem, in de Belgische provincie West-Vlaanderen. Het is een neobarokke kerk.
Deze kerk wordt ook wel De kathedraal van te lande genoemd en is toegewijd aan Bavo. De vorige kerk werd voor het eerst in 966 vermeld en was vanaf 1126 verbonden met de Sint-Baafsabdij te Gent.

## Van classicisme naar barok
Pastoor de Maître trof bij zijn aankomst in de parochie op het einde van de 19e eeuw een verwaarloosde classicistische kerk aan en had moeite om zijn bouwplannen verwezenlijkt te krijgen. De overheid zag eerder een restauratie van de bestaande kerk zitten. Hij zette toch door en investeerde een deel van zijn persoonlijk vermogen in de heropbouw naar zijn ideeën.
De constructie van de nieuwe kerk tussen 1880 en 1910 gebeurde onder impuls van De Maître volgens plannen van architect Frans Van den Heuvel; de westertoren werd getekend door Eugeen Coopman in 1897-1898. De pastoor stierf vooraleer de werken waren beëindigd.
De kerk is sinds 1983 een beschermd monument en werd voor het laatst gerestaureerd tussen 1995 en 1999.

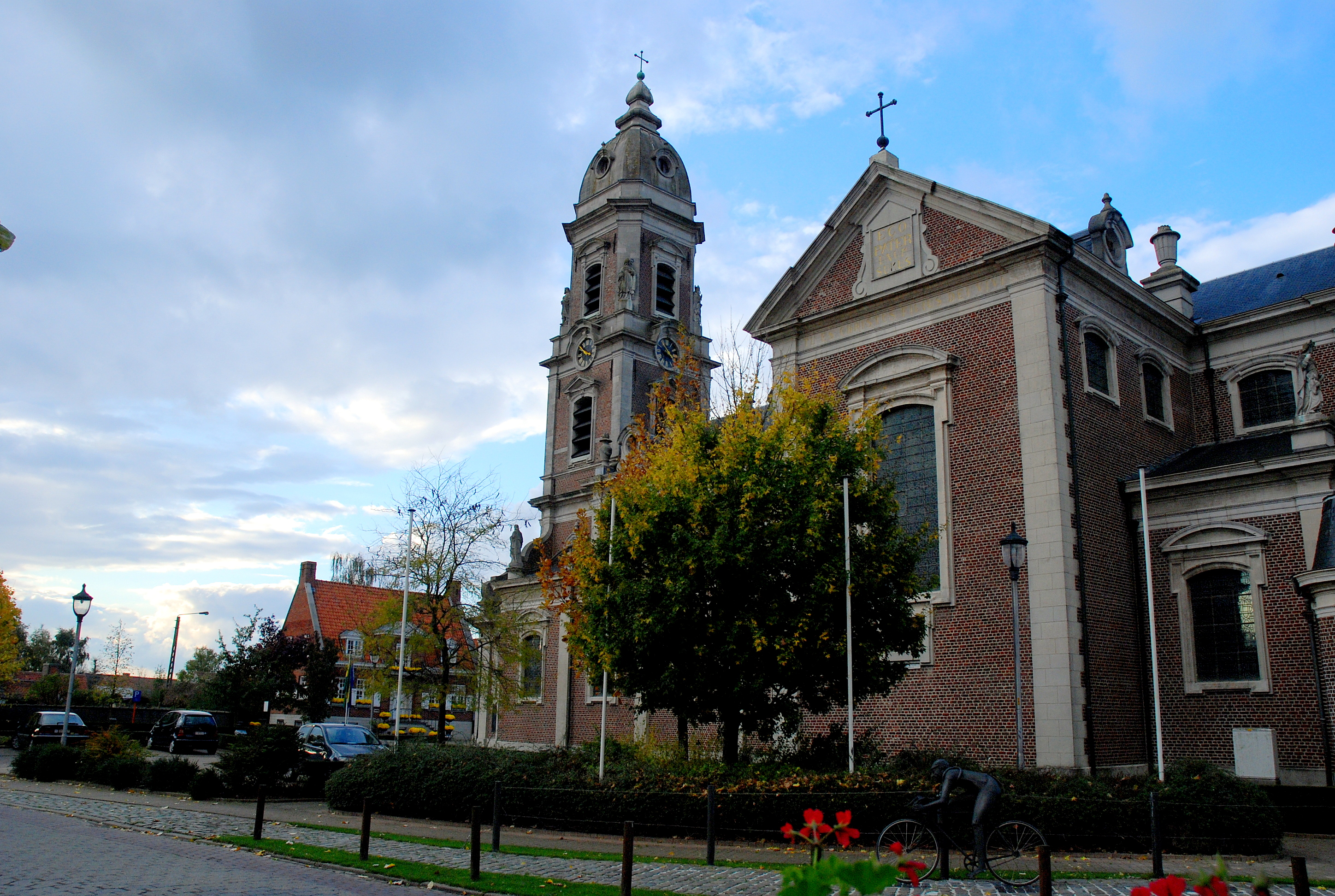
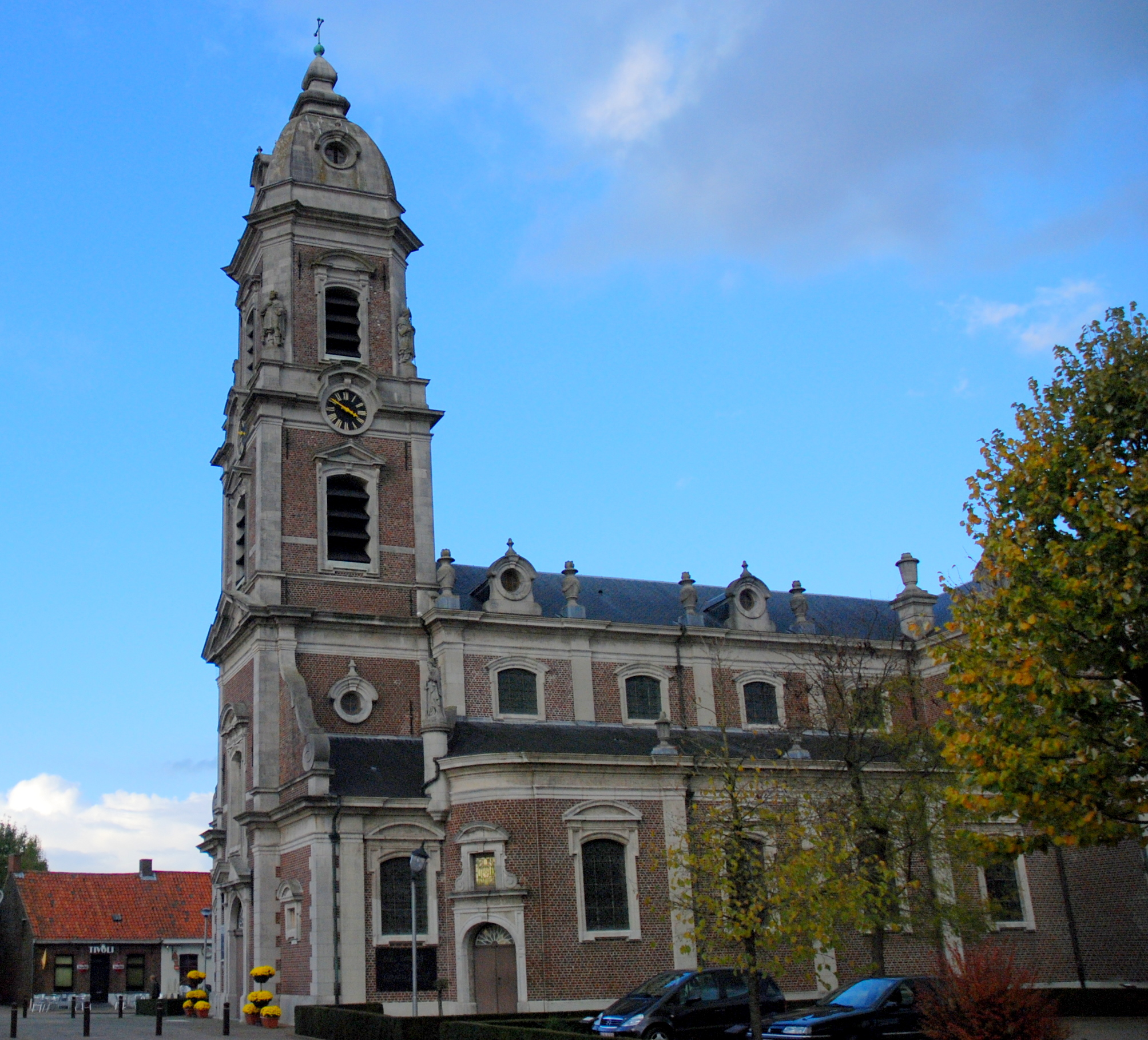